# La Montagne sacrée (film, 1926)
Ne pas confondre avec La Montagne sacrée, film de 1973 d'Alejandro Jodorowsky.
Pour les articles homonymes, voir Montagne sacrée (homonymie).
Pour plus de détails, voir Fiche technique et Distribution.
La Montagne sacrée (titre original allemand : Der heilige Berg) est un film de montagne allemand de la République de Weimar réalisé par Arnold Fanck et sorti en 1926, avec en vedette Leni Riefenstahl.

## Synopsis
Diotime, une danseuse professionnelle, se retrouve au sommet d'un triangle amoureux quand elle est poursuivie par deux alpinistes, Vigo (Ernst Petersen) et Karl (Luis Trenker), son ami plus âgé, vers lequel Diotime se sent attirée. Cependant Diotime ne peut s'abstenir d'encourager les attentions de Vigo lors d'une séance de ski fougueuse. 
Alors qu'elle a un moment d'intimité avec Vigo, son ami les surprend et, de colère, défie Vigo de tenter une escalade dangereuse. Durant la course, il provoque la chute de Vigo mais se repent et le sauve. Les deux hommes se perdent dans la montagne et périssent avant que Diotime et les secours ne puissent les atteindre.

## Fiche technique
- Producteur : Harry R. Sokal
- Réalisation : Arnold Fanck
- Scénario : Arnold Fanck et Hans Schneeberger
- Musique : Edmund Meisel, Edmund Reisch
- Caméra : Arnold Fanck, Hans Schneeberger, Sepp Allgeier et Helmar Lerski
- Édition : Arnold Fanck
- Distribution : Universum Film AG (UFA)
- Dates de sortie :
  - Autriche : novembre 1926
  - République de Weimar : 17 décembre 1926
  - États-Unis : 28 novembre 1927
- Durée : 106 minutes
- Nationalité : République de Weimar
- Langue : Film muet, intertitres en allemand et anglais

## Distribution
- Leni Riefenstahl : Diotima
- Luis Trenker : Karl
- Ernst Petersen : Vigo
- Frida Richard : La mère
- Friedrich Schneider : Colli
- Hannes Schneider : Guide de montagne

## Les acteurs
Leni Riefenstahl, après une figuration dans Les Chemins de la force et de la beauté, fait ses débuts au cinéma dans ce film dramatique du scénariste-réalisateur Arnold Fanck. Elle apparaîtra encore cinq fois sous la direction de Fanck qui fait également appel aux skieurs Hannes et Friedrich Schneider.

## Nouvelle version
Le film a été reconstitué en 2001 au départ de deux copies, l'une conservée aux Archives fédérales d'Allemagne (Bundesarchiv-Filmarchiv) et l'autre à la Cineteca Italiana.